# Jodłówka-Wałki
Jodłówka-Wałki – wieś w Polsce położona w województwie małopolskim, w powiecie tarnowskim, w gminie Tarnów.
W pobliżu wsi przebiega linia kolejowa 91.
| Identyfikator miejscowości | Nazwa miejscowości | Rodzaj miejscowości |
| -------------------------- | ------------------ | ------------------- |
| 0832746                    | Dół                | część wsi           |
| 0832752                    | Fiołkówka          | część wsi           |
| 0832769                    | Gołębin            | część wsi           |
| 0832775                    | Góra               | część wsi           |
| 0832781                    | Gorówka            | część wsi           |
| 0832798                    | Szpic              | część wsi           |
| 0832806                    | Wałki              | część wsi           |
| 0832812                    | Załęcze            | część wsi           |
| 0832829                    | Zapole             | część wsi           |

W latach 1975–1998 miejscowość administracyjnie należała do województwa tarnowskiego.

## Zabytki
Obiekt wpisany do rejestru zabytków nieruchomych województwa małopolskiego.
- Cmentarz wojenny nr 205 z okresu I wojny światowej.

## Osoby związane z miejscowością
- Marian Wardzała, polski żużlowiec i trener sportu żużlowego.